# 乔治·高尔

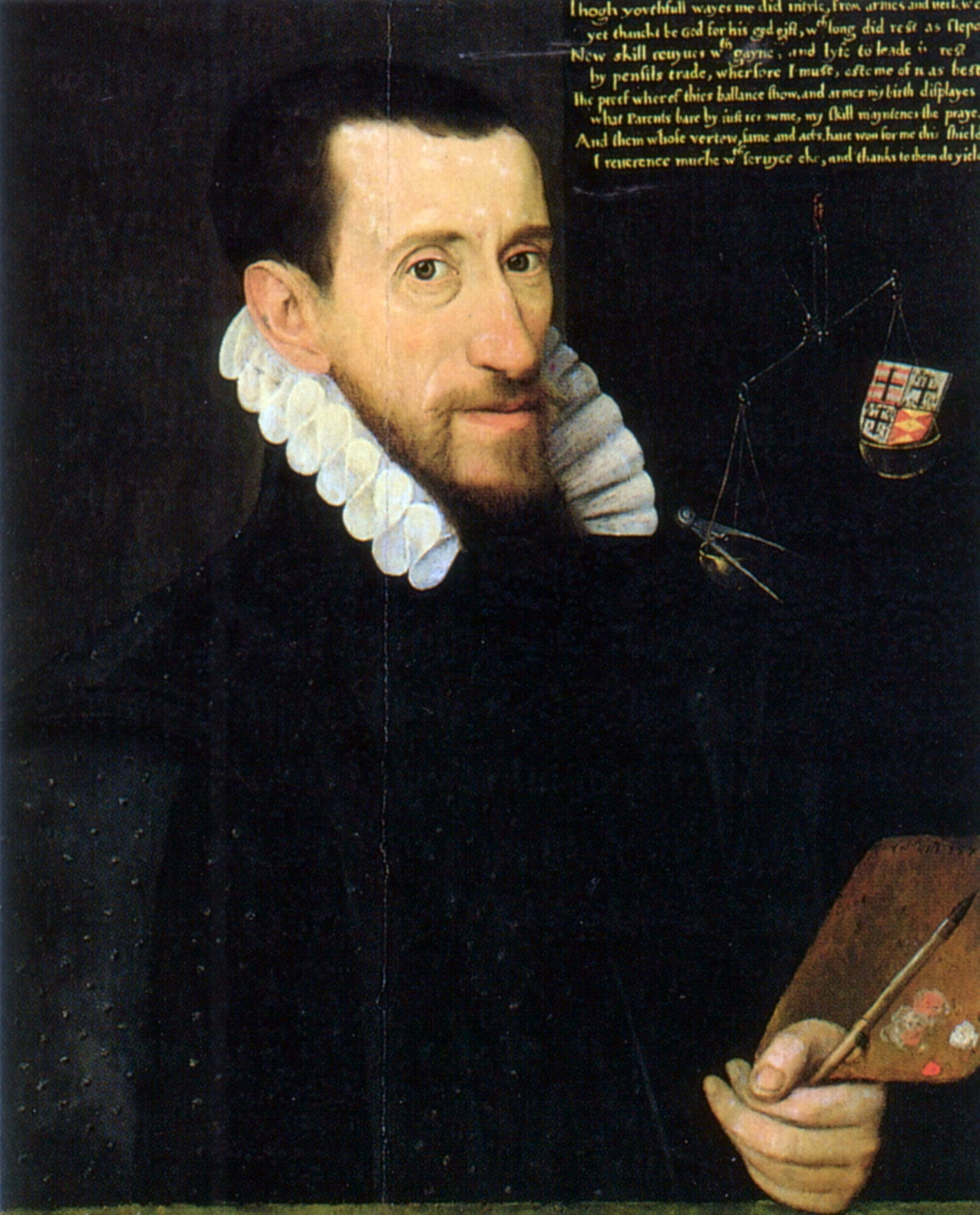
乔治·高尔自画像，1579年，私人收藏

乔治·高尔(英語：George Gower，1540年—1596年)是一位英国肖像画家，于1581年成为女王伊丽莎白一世的御用画家。

## 传记
人们对他的早年生活知之甚少，只知道他是北约克郡斯蒂滕纳姆的约翰·高尔爵士的孙子
他流传下来最早的作品是1573年为托马斯·泰森爵士和他的妻子所作的两幅肖像，现收藏于伦敦的泰特美术馆。
1579年，高尔画了一幅自画像(右图)，展示了他的纹章和他的艺术工具。一个托寓的装置展示了艺术家的分规与纹章之间的平衡，“这在英国是一个令人吃惊的说法，因为在英国，画家的地位比工匠高不了多少。”
1579年，高尔为伊丽莎白女王画了一幅肖像画——筛子肖像画（英語：Plimpton Sieve Portrait of Queen Elizabeth I，后由普林顿家族收购），这幅画现在收藏在福尔杰·莎士比亚图书馆。伊莉莎白携带的筛子象征罗马维斯塔贞女图西亚，她用筛子携带水以证明她的贞洁，从而代表伊莉莎白作为贞洁女王的地位。 她右肩上的地球仪象征着她作为全球领袖的地位。
1581年，高尔被任命为伊丽莎白女王的御用画家。这使他得以描绘当时大多数的英国贵族。他还负责皇家住宅、马车和家具的油漆装饰。他的作品中有一座喷泉(现已毁坏)和天文钟，都在汉普顿宫。他还可以查看其他艺术家为女王创作的尚未正式发布肖像画。
为纪念1588年击败西班牙无敌舰队而绘制的伊丽莎白的无敌舰队画像（英語：Armada Portrait）现藏于沃本修道院。这幅画像以及英国国家肖像画廊的一幅剪短版，曾被认为是高尔的作品。现存的三个版本现在被认为是不同的不知名的英国艺术家的作品。
1596年，高尔在伦敦去世。

## 代表作

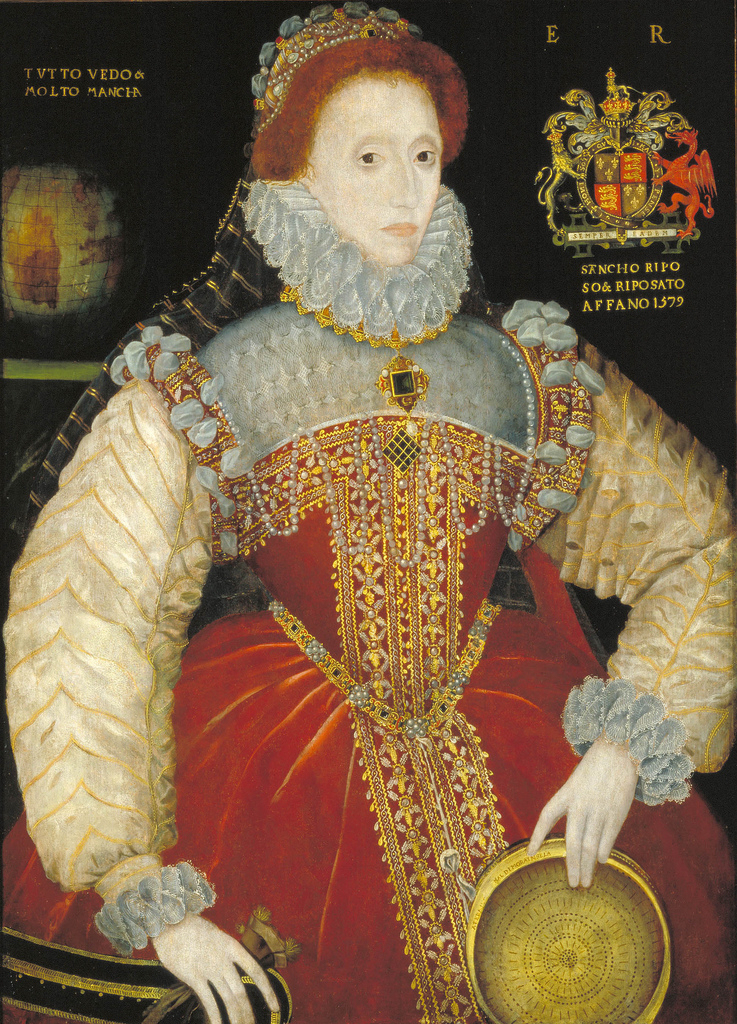
Elizabeth I, the Plimpton Sieve Portrait
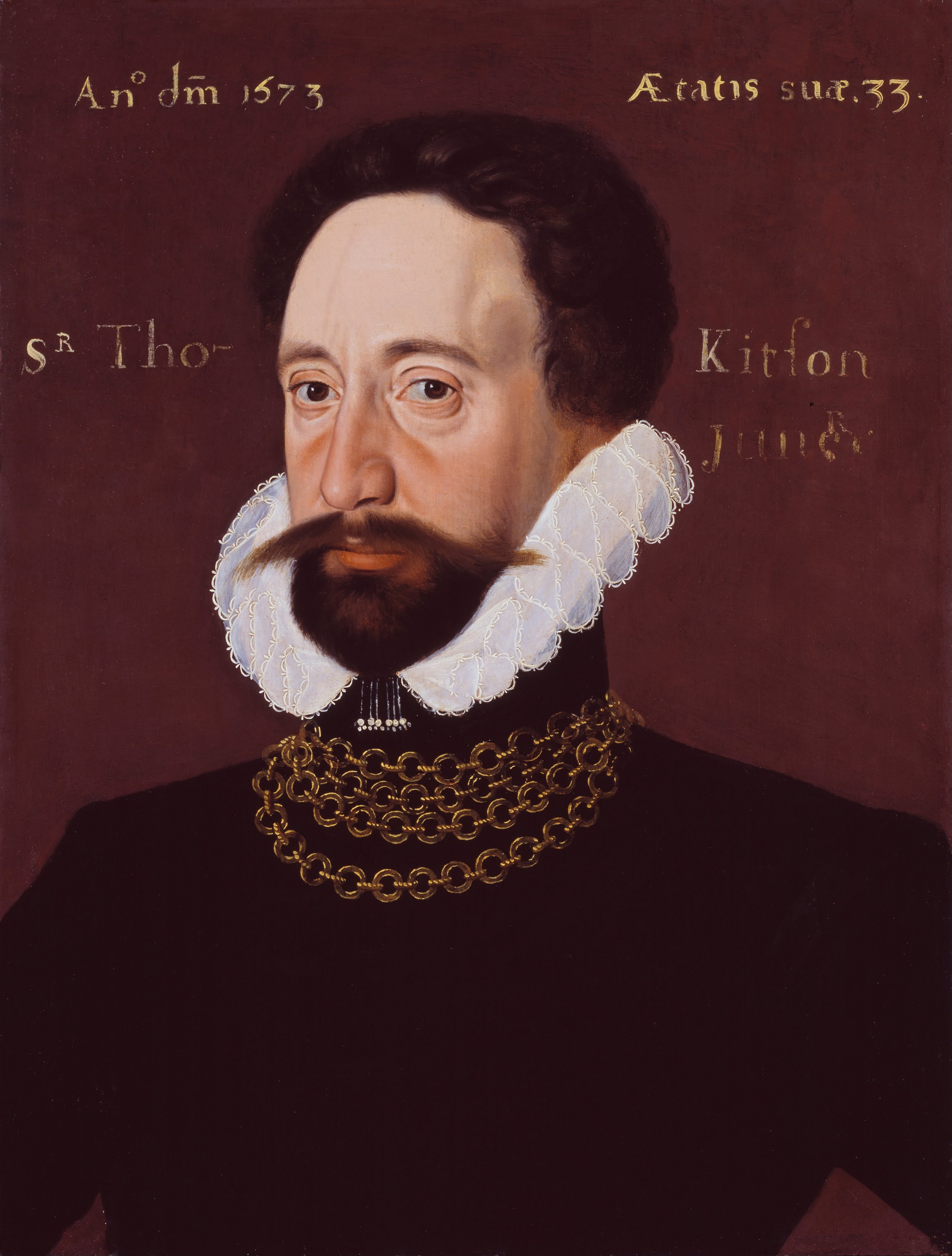
Thomas Kytson
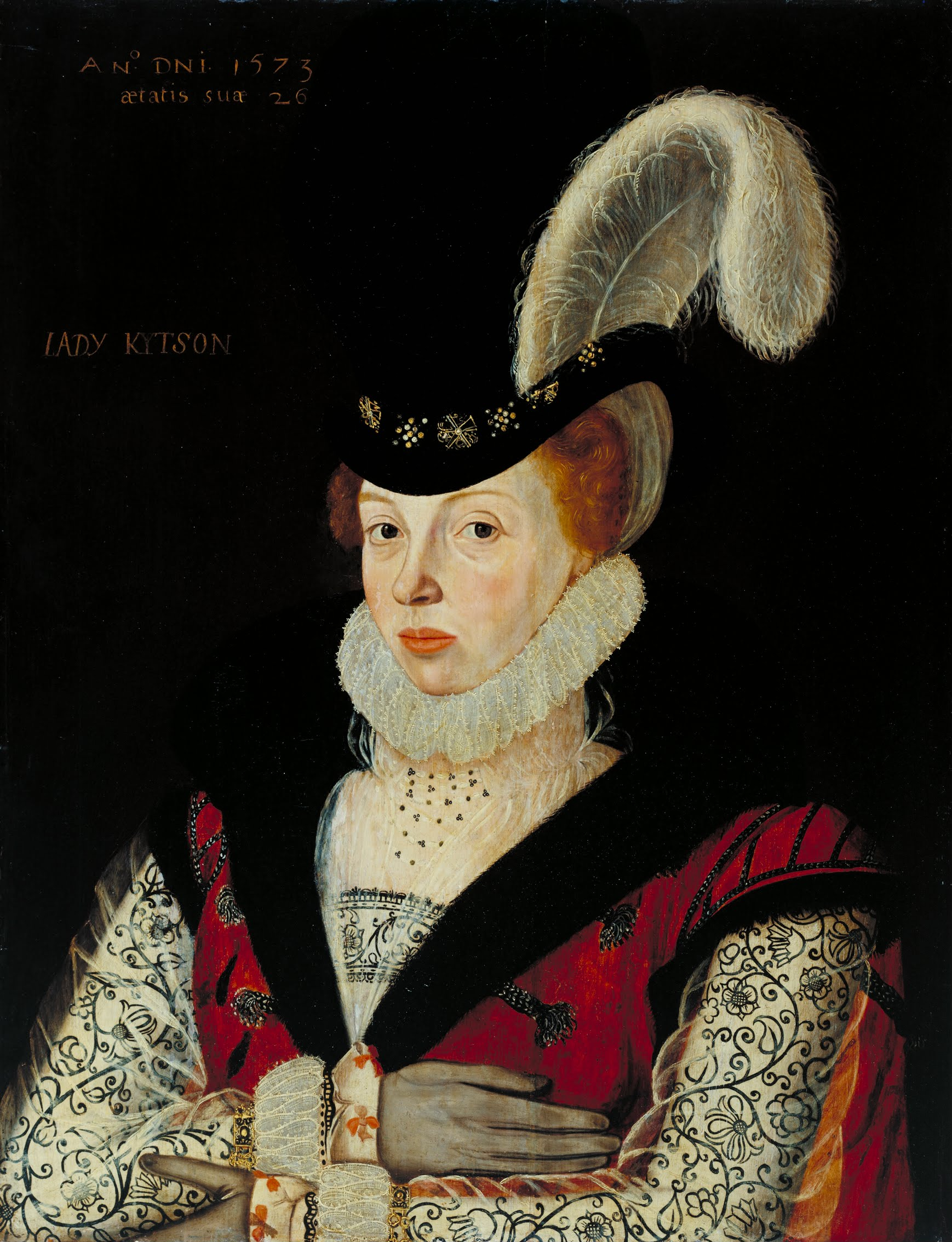
Elizabeth Kytson née Cornwallis
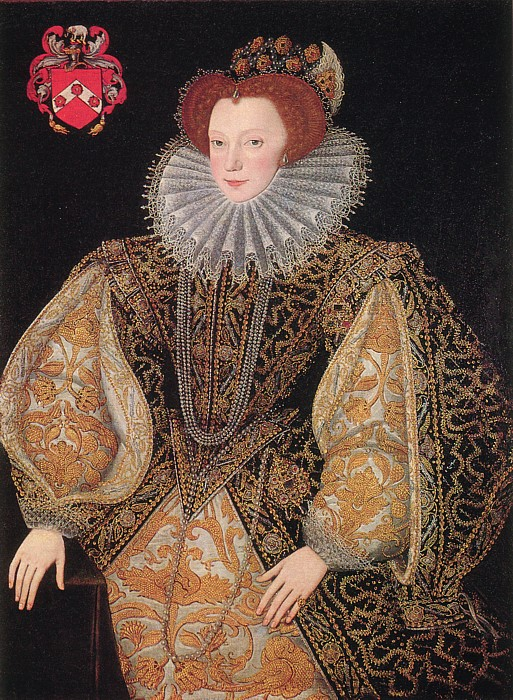
Lettice Knollys
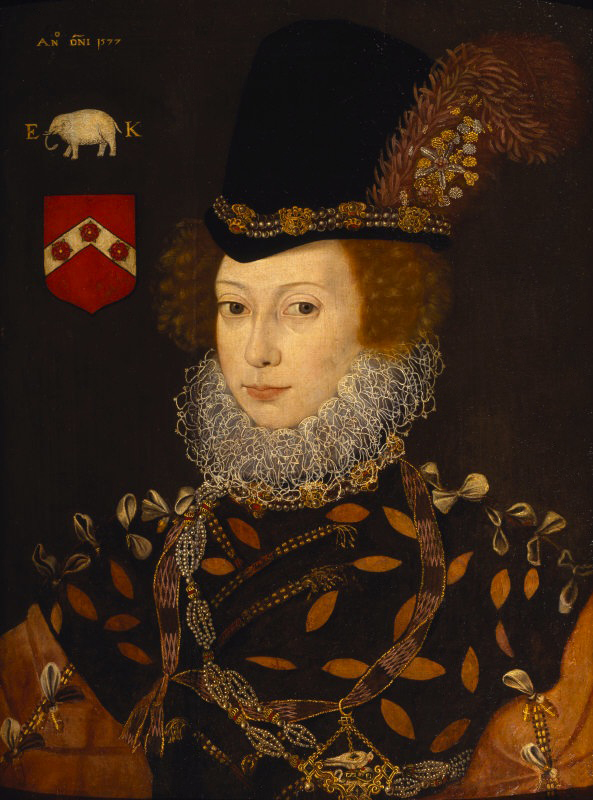
Elizabeth Knollys
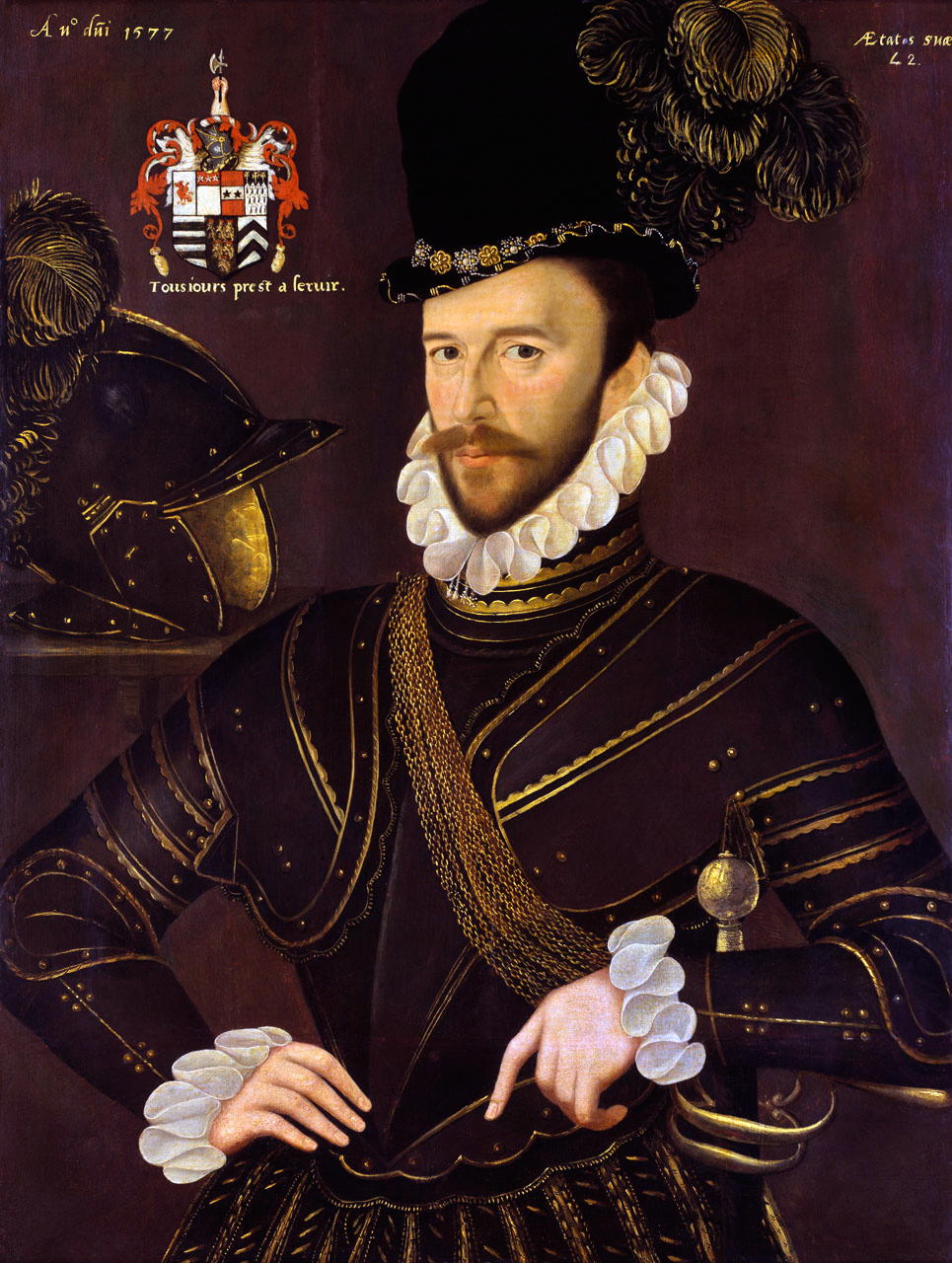
Richard Drake
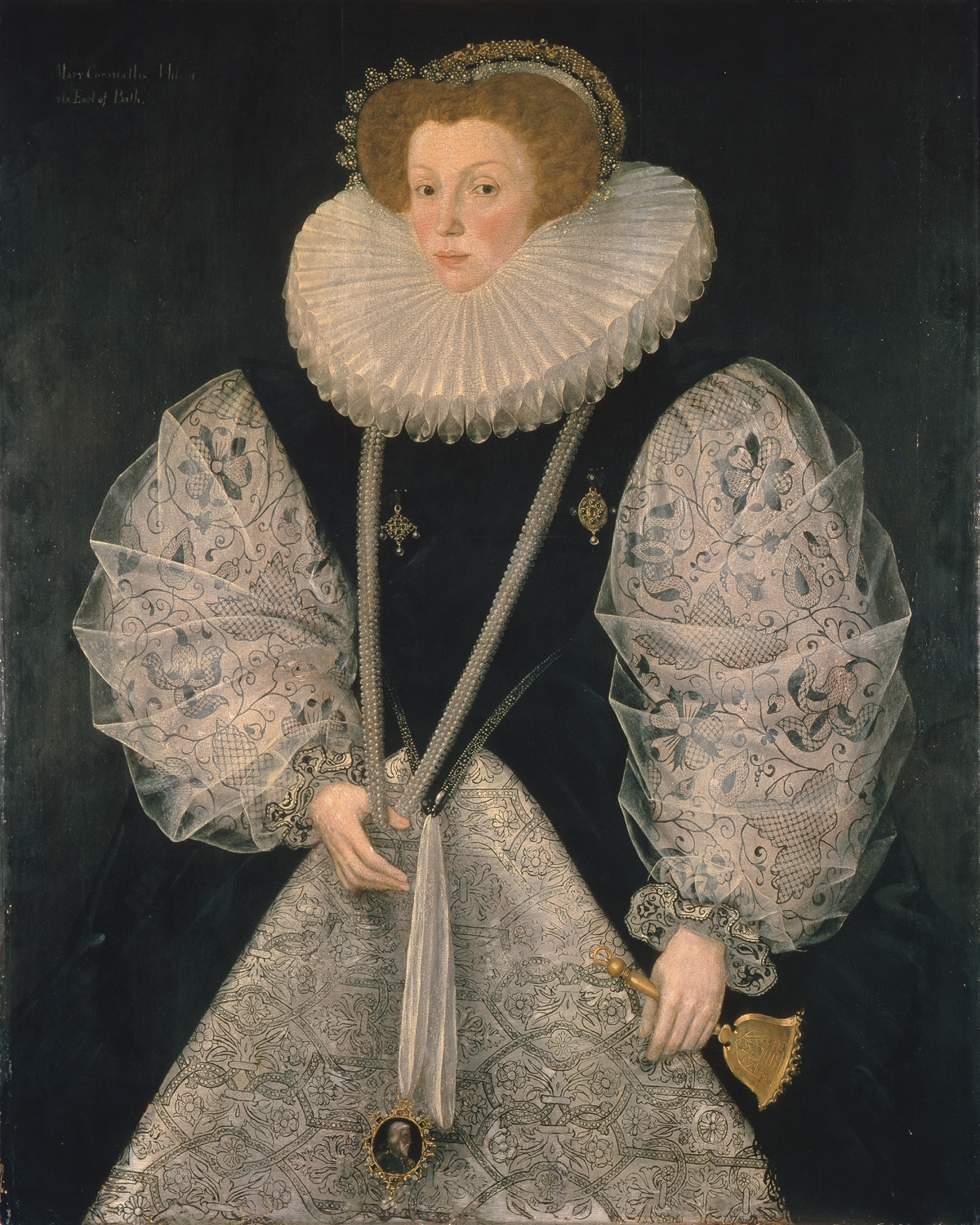
Mary Cornwallis
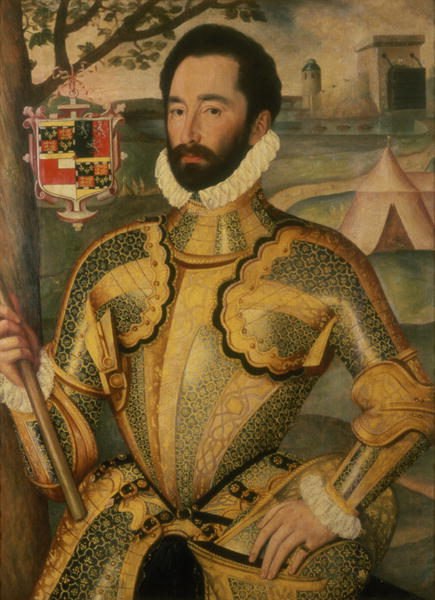
Hon. Charles Somerset

### 脚注
1. 1 2 3  Hearn, Karen, ed. Dynasties: Painting in Tudor and Jacobean England 1530-1630, p. 107
2. ↑  Ferington, Esther. Infinite Variety. 2002. Page 66.
3. ↑  Hearn, p. 43; Strong 1969; Cooper and Bolland 2014, pp. 151-154